# Club Atlético de Tetuán
El Club Atlético de Tetuán fue un club de fútbol de España, de la ciudad de Tetuán, cuando el norte de Marruecos era protectorado español.

## Historia
El club fue fundado el 12 de marzo de 1922 (Véanse Julio Parrés, Tetuán y su Atlético) en Tetuán, por un grupo de jóvenes militares españoles aficionados del Athletic Club de Bilbao. Fue campeón del Grupo II de la Segunda División de España en la temporada 1950-51, lo que le dio derecho a jugar en la Primera División española, la temporada 1951-52, siendo ésta la única vez que compitió con la élite del fútbol español. Quedó en el último puesto de la clasificación, por lo que descendió de categoría. En la actualidad ocupa el penúltimo lugar de la clasificación histórica de la primera división española de fútbol, solo por delante de la Cultural y Deportiva Leonesa.
Tras la independencia de Marruecos en 1956, los jugadores y directivos españoles del Club Atlético de Tetuán se trasladaron en su mayor parte a la vecina ciudad de Ceuta, que nunca fue parte del protectorado. La directiva del club decidió fusionar el equipo con el club local de Ceuta, la Sociedad Deportiva Ceuta. El nuevo club fundado, el Club Atlético de Ceuta, heredó los derechos federativos del Club Atlético de Tetuán y su plaza en la Segunda División española.
Por otro lado, en la ciudad de Tetuán la parte marroquí del club fundó unos pocos años más tarde (1961) un club que se adscribió a la Federación Marroquí de Fútbol con el nombre de Atlético de Tetuán (المغرب التطواني), tomando además los colores y el estado del anterior club. Fue renombrado más tarde en Mogreb Atlético Tetuán. Actualmente juega en la Liga de Fútbol de Marruecos.

## Estadio

Ubicación de la ciudad dentro del protectorado español de Marruecos.

El club disputaba sus partidos en el estadio de Varela, con capacidad para unos 15 000 espectadores. En la actualidad, el Mogreb Atlético Tetuán sigue disputando sus partidos en dicho estadio, remodelado en varias ocasiones, la última en el año 2011 promovida por el ayuntamiento de Tetuán con ayuda privada.

## Datos del club
- Temporadas en Primera División: 1
- Temporadas en Segunda División: 6
- Temporadas en Tercera División: 5